# Kohler-Regel
Die Kohler-Regel besagt, dass ein von der magnetischen Flussdichte {\displaystyle B} abhängiger spezifischer Widerstand für kleine magnetische Flussdichten {\displaystyle \rho } extrapoliert werden kann.

## Formel und Verfahren
Die Regel schreibt sich wie folgt:
{\displaystyle {\frac {\Delta \rho }{\rho _{0}}}=F\cdot {\frac {B}{\rho _{0}}}}
mit
- {\displaystyle F} eine universelle, von der Temperatur {\displaystyle T} unabhängige Funktion, die nur von Material und Geometrie abhängt.

Genaue Ergebnisse liefert die Anwendung der Kohler-Regel insbesondere bei Flussdichten unter 30 mT. Für kleine magnetische Flussdichten gilt:
{\displaystyle {\frac {\Delta \rho }{\rho _{0}}}\propto B^{2}}
Insbesondere kann durch Anwendung dieser Regel der spezifische Widerstand von supraleitenden Materialien gemessen werden. Dazu legt man unterhalb der kritischen Temperatur eine äußere überkritische Flussdichte an, so dass der Supraleiter die Meißner-Phase verlässt und der Widerstand messbar wird. Dann kann durch die Kohler-Regel der spezifische Widerstand aus den gemessenen Werten näherungsweise bestimmt werden.

## Name
Der Name bezieht sich auf den deutschen Physiker Max Kohler (1911–1982), der in den 1930er Jahren die themenverwandte Kohlersche Regel formuliert hatte.